# Павловский автобус

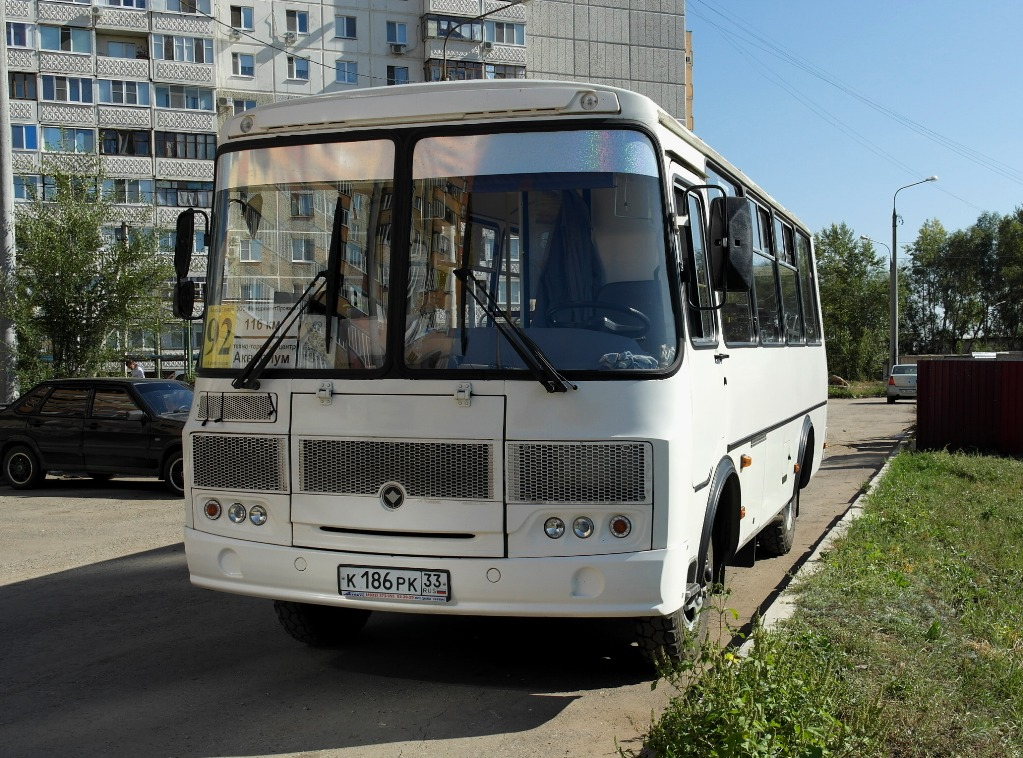
ПАЗ-32054 после рестайлинга 2014 года

«Па́вловский авто́бус» (Па́вловский авто́бусный заво́д) — советский и российский производитель автобусов малого и среднего классов. Расположен в городе Павлово Нижегородской области. Входит в группу ГАЗ, которая владеет 93,79 % акций.
Производство автобусов с 2005 года осуществляет ООО «ПАЗ» — дочерняя компания, 100% акций которой принадлежит ПАО «Павловский автобус».

## История
Решение о создании в городе Павлово завода для обеспечения Горьковского автозавода и других автомобильных предприятий шофёрским инструментом и кузовной арматурой было принято в 1930 году. В 1932 году строительство было завершено, и начался выпуск продукции. Завод в то время назывался ЗАТИ (завод автотракторного инструмента).
24 апреля 1952 года постановлением Правительства СССР Завод автотранспортного инструмента в городе Павлово Нижегородской области был перепрофилирован и переименован в Павловский автобусный завод (ПАЗ). Уже 5 августа 1952 года первые пять автобусов первой производственной модели капотной компоновки ПАЗ-651 (ГАЗ/ГЗА-651) на шасси массового грузовика ГАЗ-51 вышли из заводских ворот.
В 1958 году начато производство первой разработанной на заводе новой базовой модели ПАЗ-652 вагонной (бескапотной) компоновки с двумя многостворчатыми дверьми.
12 ноября 1968 года впервые в истории отечественного автобусостроения без остановки главного конвейера завода ПАЗ переходит к выпуску разработанной на базе ПАЗ-652 новой базовой модели предприятия — ПАЗ-672, производившейся вплоть до 1989 года. Среди его модификаций была в том числе и полноприводная однодверная модель повышенной проходимости ПАЗ-3201.
В 1960-е годы полностью оформляется основная производственная концепция предприятия — удовлетворение самых широких слоёв потребителей путём создания возможно большего количества модификаций базовой модели. Именно в эти годы завод впервые участвует в международных выставках.
1 декабря 1989 года был начат серийный выпуск самой массовой в 1990—2000-х годах базовой модели завода — автобуса ПАЗ-3205. К настоящему времени разработано более 80 модификаций этого автобуса разнообразного назначения (специализированные и люксовые), предназначенных для эксплуатации в различных климатических условиях. Из них серийно выпускается около десяти.
В конце 1990-х — начале 2000-х годов были разработаны новые модели автобусов среднего и большого классов: ПАЗ-4230 «Аврора», ПАЗ-4234, ПАЗ-4223, ПАЗ-4228, ПАЗ-5220, ПАЗ-5271, ПАЗ-5272, а также первый в России низкопольный автобус малого класса ПАЗ-3237.
В 2000 году ПАЗ вошёл в состав «Группы ГАЗ» — машиностроительного холдинга Олега Дерипаски, объединяющего основных производителей автобусов, грузовиков, лёгких коммерческих автомобилей, а также автокомпонентов. С этого периода инвестиции акционера в развитие производства Павловского автобусного завода составили 2,9 млрд рублей.
В ходе реструктуризации производственных мощностей были объединены в единый корпус сварочно-окрасочный, прессовый и металлозаготовительный цеха. Самый масштабный проект по оптимизации производства затронул сборочный цех — количество ниток конвейеров было сокращено до четырёх. В 2009 году введён в действие окрасочный комплекс нового поколения.
После присоединения к «Группе ГАЗ» в эксплуатацию были введены новые мощности для производства городских и междугородных автобусов большого и среднего классов — трёхдверного ПАЗ-5272 и двухдверного ПАЗ-4230 «Аврора». Ввиду  сосредоточения производства автобусов большого класса на другой производственной площадке «Группы ГАЗ» — ЛиАЗе — серийный выпуск данной модели был прекращён.   Также автобус среднего класса ПАЗ-4230 «Аврора» не стал основной моделью завода. Его производство было передано на ещё одну производственную площадку Олега Дерипаски — Курганский автобусный завод.
В 2006 году был запущен в производство ПАЗ-3204. Он был признан «Лучшим автобусом года в малом классе» в 2009—2010 годах, но по ряду причин базовой моделью завода пока не стал. В 2009 году была разработана модификация ПАЗ-3204 с газобаллонным оборудованием.
В 2015 году была представлена модернизация автобуса ПАЗ-3204: флагманская линейка автобусов «Вектор NEXT», включающая в себя машины малого и среднего классов городского, пригородного и междугороднего назначения. Машина отличается современным дизайном экстерьера и интерьера и объединяет под своим кузовом передовые разработки автобусостроения. Изготавливается с 2016 года на шасси среднетоннажного автомобиля «ГАЗон NEXT».  Автобус «Вектор NEXT» признан в 2016 году победителем конкурса «Лучший коммерческий автомобиль года» в номинации «Маршрутный автобус года». На сегодняшний день вся линейка автобусов «Вектор NEXT» изготавливается с дизельными или газовыми двигателями ЯМЗ.
В 2021 году была представлена новая модель полунизкопольного автобуса ПАЗ-422320 «Citymax 9» среднего класса для городского назначения. Новая модель отличается куда более современным дизайном в сравнении с предыдущими моделями автобусов. В 2022 году начался её серийный выпуск.
С 2002 года ПАЗ участвует в национальном проекте «Образование» производством школьных модификаций автобусов. На данный момент предприятие производит 3 модификации школьных автобусов: ПАЗ-3205, ПАЗ-3202 и «Вектор NEXT»..
В 2023 году на марку PAZ пришлось 39% российского рынка автобусов или 6379 единиц (рост на 17% относительно 2022 года). Также топ-3 наиболее востребованных моделей автобусов составили автобусы PAZ: PAZ 3204 (2271 шт.), PAZ 3205 (2268 шт.), PAZ 4234 (1536 шт.).
С 26 июля по 4 августа 2025 года конвейер ПАЗа приостановил свою работу.

## Руководство

### Совет директоров
Сотрудники ООО «УК „Группа ГАЗ“»:
- Васильев Андрей Владимирович — управляющий директор ПАО «Павловский автобус», ООО «ПАЗ»
- Одинцов Николай Борисович — директор по развитию корпоративных продаж

Сотрудники ООО «Русские автобусы — группа ГАЗ»:
- Федотова Елена Викторовна — директор по финансам и экономике
- Николашин Иван Юрьевич — директор по корпоративным и правовым вопросам

### Управляющая организация
Полномочия единоличного исполнительного органа эмитента переданы управляющей организации ООО «УК „Группа ГАЗ“». Президент — Сорокин Вадим Николаевич. 3а 9 месяцев 2016 года ООО «УК „Группа ГАЗ“» было выплачено[кем?] 6,2 млн руб.

## Основные финансовые показатели
| Показатели по МСФО, млн руб.                  | 2015   | 2014   | 2013   |
| --------------------------------------------- | ------ | ------ | ------ |
| Аудитор                                       | ЦБА    | ЦБА    | ЦБА    |
| Активы                                        | 17 404 | 18 359 | 16 595 |
| Обязательства                                 | 11 431 | 12 702 | 11 047 |
| Капитал                                       | 5974   | 5656   | 5548   |
| Капитал собственников                         | 5974   | 5656   | 5548   |
| Выручка                                       | 7534   | 8379   | 11 176 |
| Прибыль собственников                         | 318    | 108    | 1037   |
| Совокупный финансовый результат собственников | 318    | 108    | 1037   |
| Прибыль собств.                               | 5 %    | 2 %    | 19 %   |
| Капитал/Активы                                | 34 %   | 31 %   | 33 %   |

## Показатели на акцию
| Показатели на акцию по МСФО (на конец года) | 2015      | 2014      | 2013      |
| ------------------------------------------- | --------- | --------- | --------- |
| Всего акций, шт.                            | 1 567 904 | 1 567 904 | 1 567 904 |
| Капитал на акцию, руб.                      | 3810,18   | 3607,36   | 3538,48   |
| Прибыль на акцию, руб.                      | 202,82    | 68,88     | 661,39    |
| Выручка на акцию, руб.                      | 4805,14   | 5344,08   | 7127,99   |
| Котировка, руб. MCX: PAZA                   | 201,00    | 117,00    | 150,00    |
| P/B коэффициент                             | 0,05      | 0,03      | 0,04      |
| P/E                                         | 0,99      | 1,70      | 0,23      |
| P/S                                         | 0,04      | 0,02      | 0,02      |

## Продукция
Павловский автобусный завод специализируется на разработке и выпуске автобусов малого и среднего класса (длина 7—9 м). Максимальная производственная мощность предприятия — до 10 000 единиц в год. Модельный ряд ПАЗ включает базовые модели семейств малого класса ПАЗ-3205 и ПАЗ-3204, семейства автобусов «Вектор» и «Вектор NEXT», а также специальные автобусы — ПАЗ-3206 с колёсной формулой 4×4, школьные модификации, грузопассажирский ПАЗ 32053-20 и ритуальный автобус ПАЗ-32053-80.
Список основных моделей ПАЗ: (до 2000 года)
- ПАЗ-651А/ГЗА-651
- ПАЗ-651В (санитарный)
- ПАЗ-671А/ПАЗ-671
- ПАЗ-652
- ПАЗ-652Т
- ПАЗ-652Б
- ПАЗ-750А
- ПАЗ-665«Ока»
- ПАЗ-665Т (конкурсный)
- ПАЗ-672
- ПАЗ-672А (прототип на арочных шинах)
- ПАЗ-672С (северный)
- ПАЗ 672Г (горный)
- ПАЗ-672Т
- ПАЗ-672ТЛ (лаборатория)
- ПАЗ-672УЮ (экспортный южный)
- ПАЗ-672ВЮ (шасси)
- ПАЗ-672М (с одной дверью)
- ПАЗ-672У
- ПАЗ-672УМ (олимпийский)
- ПАЗ-672Д
- ПАЗ-3201
- ПАЗ-320101
- ПАЗ-32107 (шасси)
- ПАЗ «Турист-8,5 м»
- ПАЗ-3202
- ПАЗ-672К
- ПАЗ-3202Т
- ПАЗ-3203
- ПАЗ-3202М
- ПАЗ-32031
- ПАЗ-32033
- ПАЗ-3204
- ПАЗ-3205
- ПАЗ-32051
- ПАЗ-3205-1
- ПАЗ-3205-50
- ПАЗ-3205-20
- ПАЗ-3205-60 (северный)
- ПАЗ-3205Т (туристический)
- ПАЗ-3975 (лаборатория для обследования спортсменов)
- ПАЗ-3206
- ПАЗ-3207
- ПАЗ-3209
- ПАЗ-4230-01
- ПАЗ-4223
- ПАЗ-4228
- ПАЗ-5269
- ПАЗ-52691
- ПАЗ-5271
- ПАЗ-5272
- ПАЗ-52721

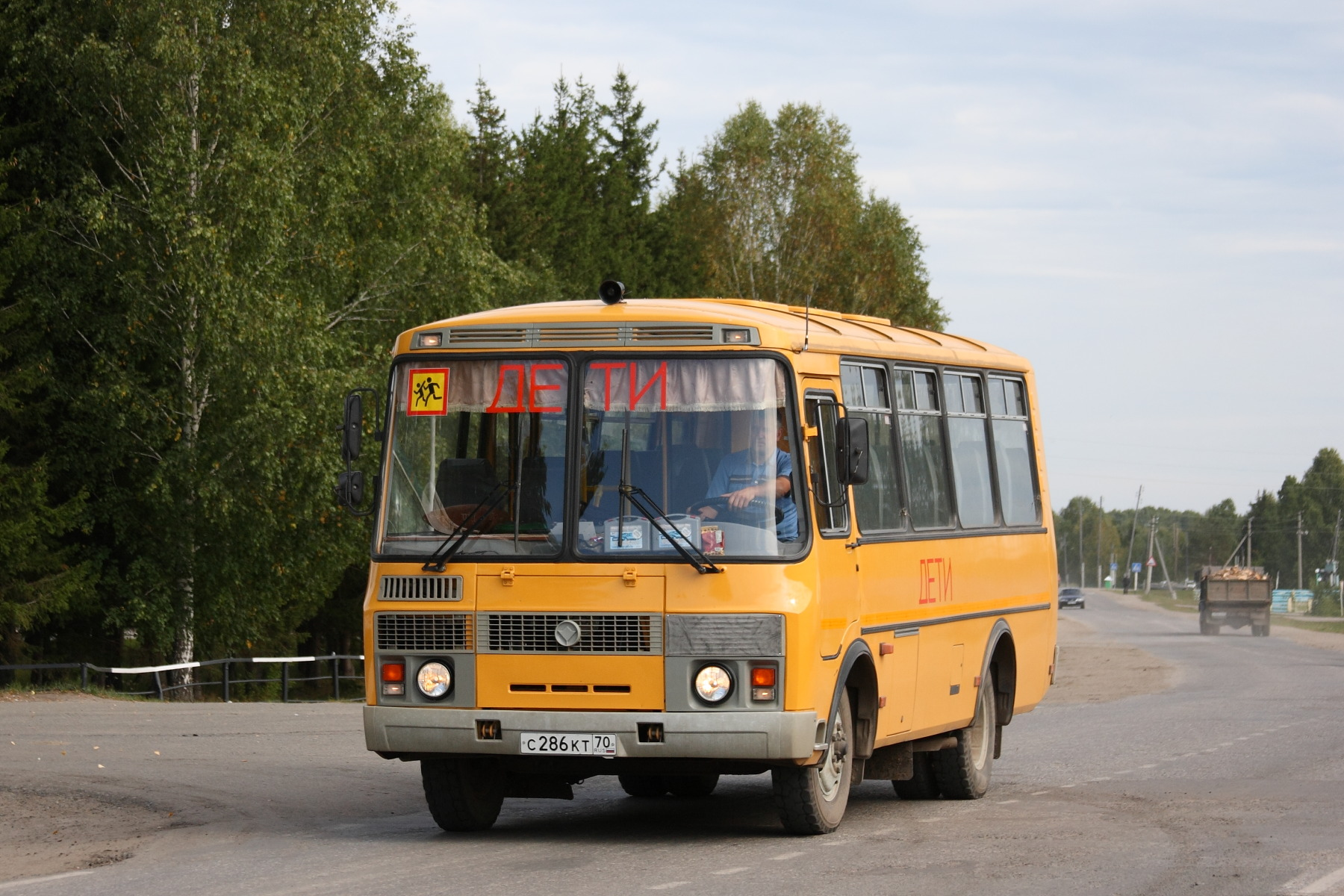
Школьный автобус ПАЗ-3205
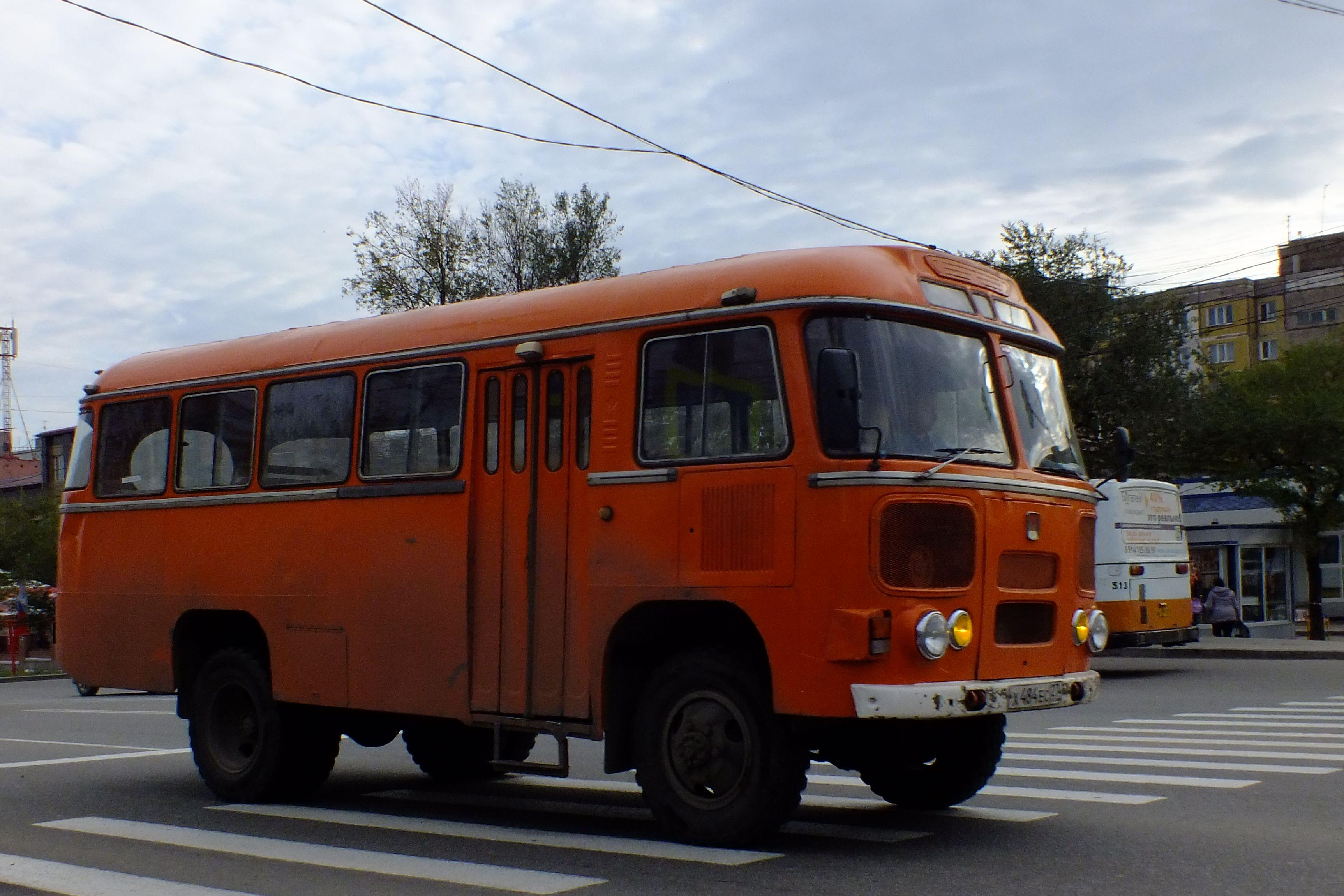
Полноприводной автобус ПАЗ-3201 1970—1980-х годов
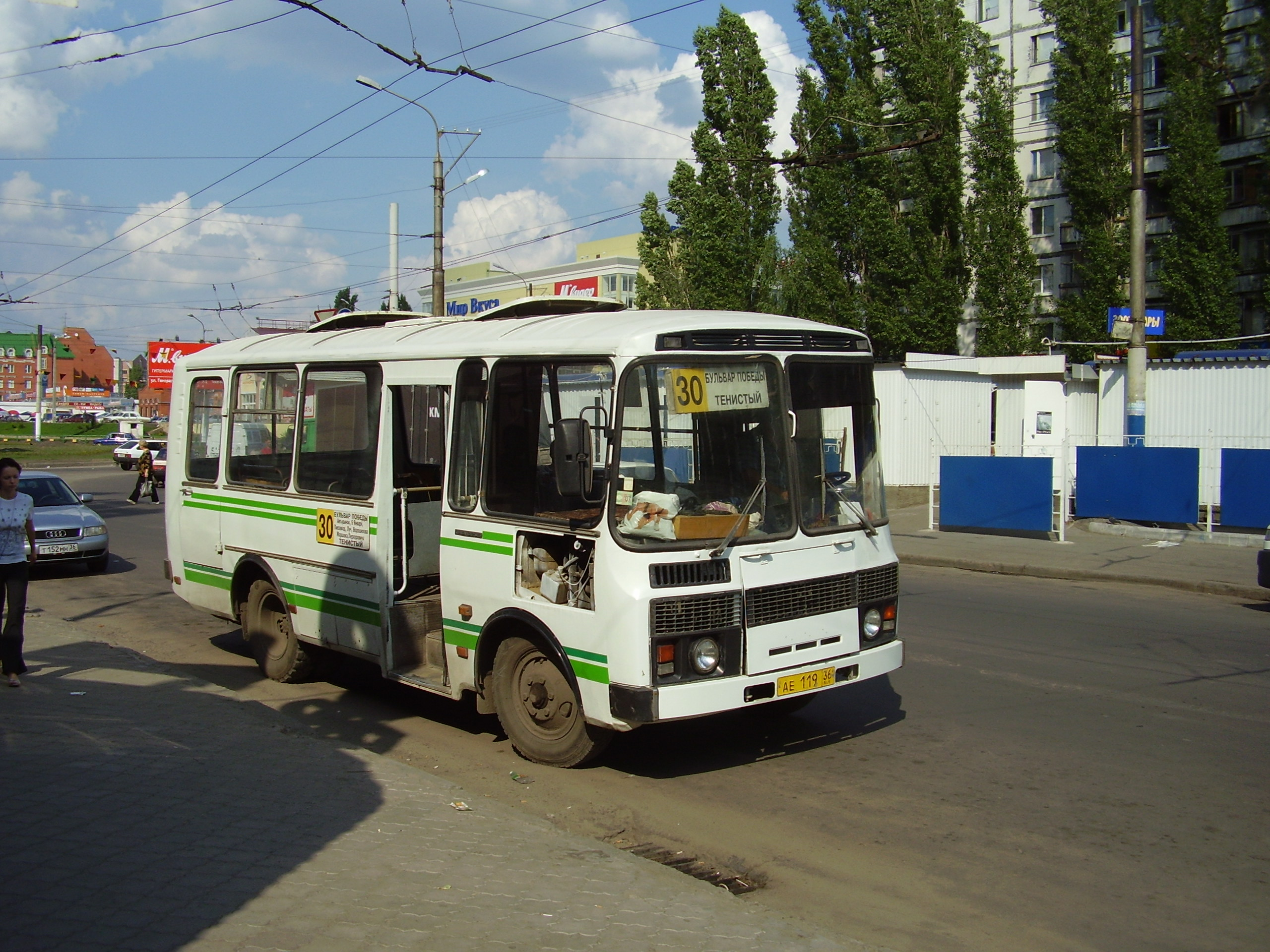
ПАЗ-3205, массовый автобус малого класса с конца 1980-х годов
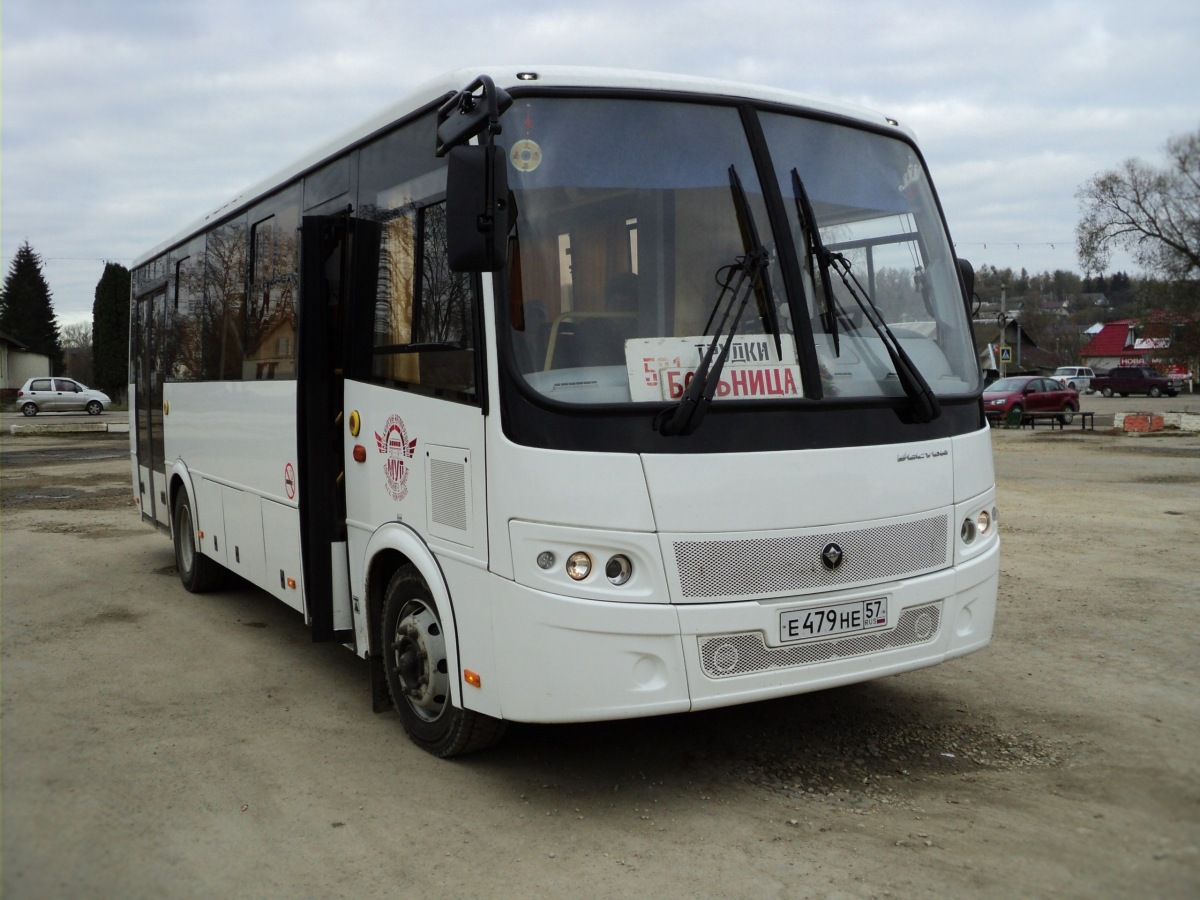
ПАЗ-3204, автобус малого и среднего классов с конца 2000-х годов
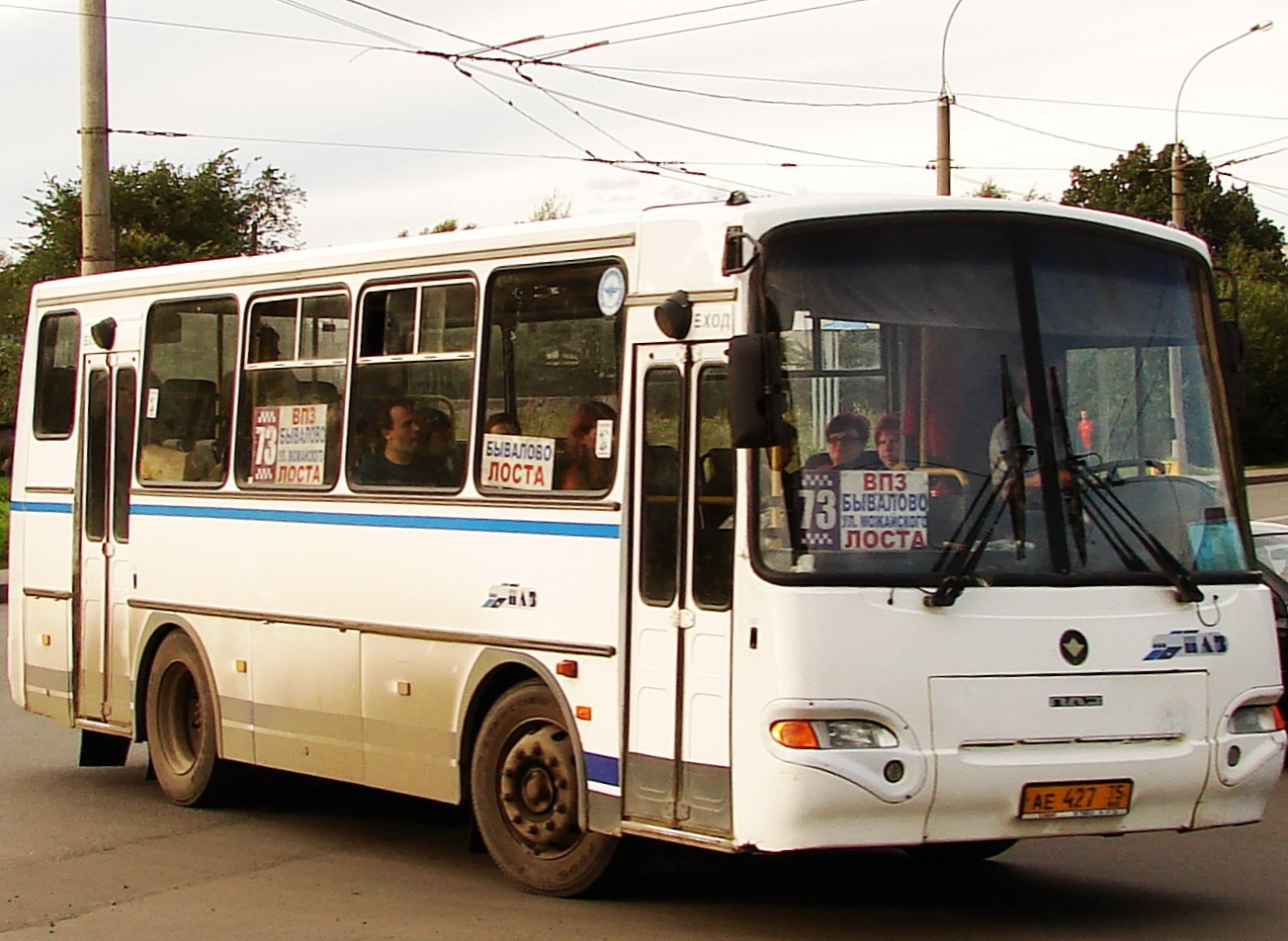
ПАЗ-4230 «Аврора», средний автобус с начала 2000-х годов
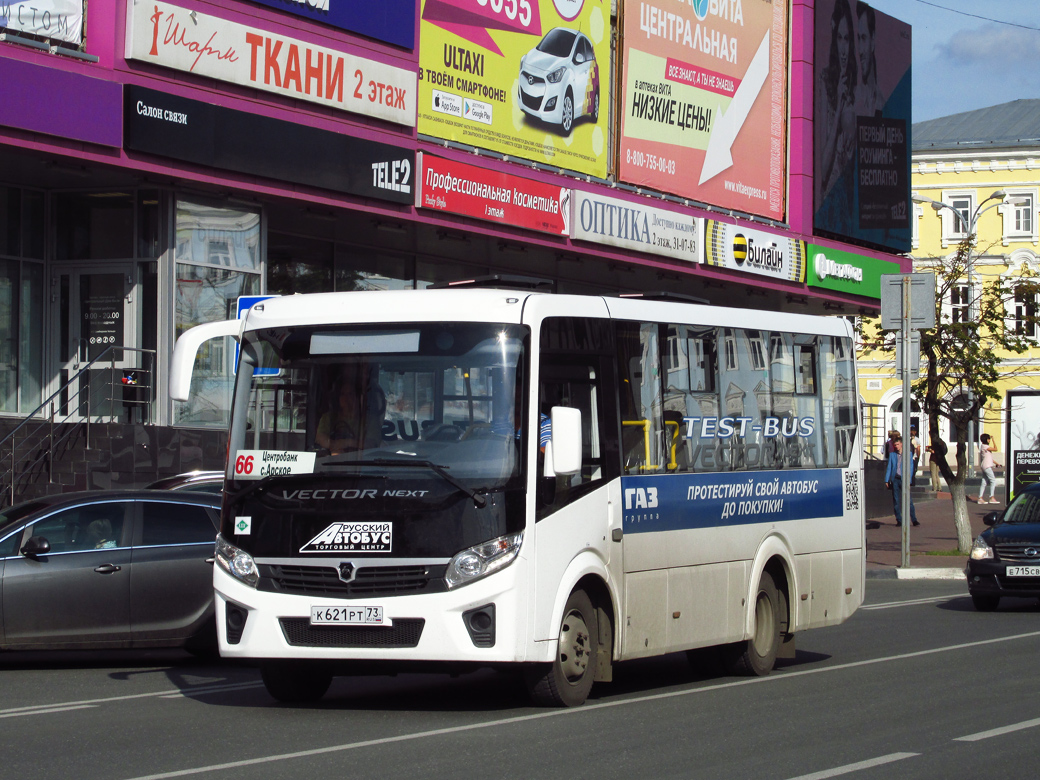
Вектор NEXT, флагманский автобус нового поколения с середины 2010-х годов